# Porphyrinia illota
Porphyrinia illota là một loài bướm đêm trong họ Noctuidae.